# Shattered Galaxy
Shattered Galaxy est un jeu vidéo de stratégie en temps réel massivement multijoueur développé et publié par Nexon en 2001 sur PC. Le jeu se déroule dans un univers de science-fiction et combine des éléments de stratégie en temps réel et de jeu vidéo de rôle. Le joueur commande une escouade de combattant d’une des quatre faction du jeu et a pour objectif de défendre et de conquérir des territoires. Après chaque combat, les unités gagnent en effet de l’expérience qui permet de les améliorer, mais aussi de faire progresser le commandant dans quatre domaines – la tactique, l’éducation, l’influence et la mécanique – qui influe sur le nombre et le type des unités qu’il peut inclure dans son escouade. L’affrontement entre les factions se déroule sur une carte stratégique, divisés en plusieurs territoires, que chaque camp tente de conquérir. Les combats peuvent impliquer jusqu’à cinquante joueurs différents et ont pour objectif le contrôle de points stratégiques de la carte. Le jeu inclus également une dimension politique avec la possibilité pour chaque faction d'élire un commandant chargé des affaires internes et externes de son camp.

## Trame
Shattered Galaxy se déroule dans un futur de science-fiction après la découverte sur Terre d’un mystérieux artefact. Des scientifiques ne tardent pas à l’identifier comme une sorte de moyen de transport mais, lorsqu’il décide de l’expérimenter sur un rat, la majeure partie de l’humanité est téléporté avec lui à la surface d’une planète peuplée extraterrestre. Les survivants de ce voyage se retrouvent confrontés à ces derniers dans une lutte pour le contrôle de la planète.

## Système de jeu
Shattered Galaxy est un jeu vidéo de stratégie en temps réel massivement multijoueur intégrant des éléments de jeu de rôle. Le joueur commande une escouade de combattant pour l’une des quatre factions du jeu et a pour objectif de défendre son territoire et de conquérir ceux des factions ennemies,. Au début du jeu, il doit d’abord choisir le camp qu’il souhaite rejoindre et définir son nom, son apparence et ses caractéristiques de son personnage. Pour cela, il distribue des points dans quatre domaines : la tactique, l’éducation, l’influence et la mécanique. La tactique détermine le nombre d’unités  qu’il peut inclure dans son escouade, l’éducation lui permet de débloquer de nouvelles technologies, l’influence détermine sa stature et sa puissance politique et la mécanique sa capacité à entretenir et à concevoir ses unités. Le joueur peut ensuite déplacer son personnage dans sa capitale, représenter en vue isométrique, et se rendre dans des bâtiments qui lui permettent d’acheter des unités, de les réparer ou de les ramener à la vie ou de se lancer dans un affrontement contre l’ordinateur. Ces derniers tiennent lieu de tutoriel mais permettent également d’accumuler de l’expérience et de tester de nouvelles unités. Dans sa capitale, le joueur peut recruter quatre types d’unités différents : infanterie, infanterie mobile, aviation et organique. Ces unités peuvent être créées par le joueur à partir d’un ensemble de châssis, de source d’énergie, d’armes et d’armures. Le matériel utilisé pour construire ces unités est au départ limité, mais il s’étoffe au fur et à mesure des affrontements. Après chaque combat, les unités gagnent en effet de l’expérience qui permet de les améliorer, mais aussi de faire progresser le commandant dans les quatre compétences qui le caractérise.
Les affrontements entre joueurs se déroulent sur une carte divisés en plusieurs territoires, que chaque camp tente de conquérir. Ils peuvent impliquer jusqu’à cinquante joueurs différents, chacun pouvant contrôler entre six et douze unités. L’objectif est de prendre le contrôle de points stratégiques et le camp qui contrôle l’ensemble de ces derniers remporte la partie,. 
Le jeu inclus également une dimension politique. Chaque faction peut en effet élire un commandant chargé de gérer son organisation ainsi que les relations avec les autres factions,.

## Accueil

### Critique
| Shattered Galaxy      |      |       |
| Média                 | Pays | Notes |
| Computer Gaming World | US   | 2/5   |
| GameSpot              | US   | 8/10  |
| Gen4                  | FR   | 14/20 |
| PC Zone               | US   | 5/5   |

À sa sortie, Shattered Galaxy est très critiqué par le journaliste Thomas L. McDonald dans le magazine Computer Gaming World qui le décrit comme un jeu de stratégie en temps réel « old-school » malgré ses éléments de jeu de rôle et son côté massivement multijoueur. Il juge en effet que s’il propose « des mécanismes intéressant », avec ses systèmes de progression et de factions, il est desservi par ses graphismes « brunâtres », son interface « rudimentaire » et son gameplay d’une simplicité rappelant les premiers jeux du genre. Il explique ainsi que les combats sont « rapides et brutaux » mais « dépourvus de subtilité », et que la combinaison d’un très grand nombre de joueurs avec des cartes inintéressantes rend les combats « trop confus ». Il conclut ainsi que s’il propose des mécanismes intéressants, cela ne parvient pas à compenser la pauvreté de son système de jeu. Dans le magazine Gen4, le journaliste Loic Claveau est beaucoup moins sévère. Celui-ci explique d’abord que le jeu ne brille pas par ses graphismes, qu’il juge « plutôt laids », mais qu’il bénéficie d’une « bonne ambiance sonore », de « musiques agréables » et d’une « interface intuitive » et facile à prendre en main. Il ajoute que la richesse de son gameplay compense largement la pauvreté de ses graphismes, avec des affrontements amusants et son côté social. Il estime en effet que ce dernier est « très bien pensé » et qu’il donne son charme au jeu en donnant l’impression de vivre une véritable campagne militaire. Il conclut ainsi en le décrivant comme « un jeu atypique, qui se révèle plaisant » à jouer du fait de l’interactivité entre joueurs et qui « vaut vraiment le détour ». Dans le magazine PC Zone, Phil Wand est encore plus enthousiaste et explique que Shattered Galaxy  est peut-être « le jeu de stratégie en temps réel que les fans de Total Annihilation attendent ». Il le juge en effet « très prenant », grâce à sa combinaison entre jeu de rôle et jeu de stratégie et à ses affrontements « très plaisant », et estime qu’il bénéficie d’une interface largement inspiré de Command and Conquer : Alerte rouge, qui le rend très « facile à prendre en main ».

### Récompenses
Le jeu a reçu quatre trophées lors de l'Independent Games Festival 2001 : le Grand prix Seumas-McNally, le Prix de l'innovation en Game design, le Prix de l'Excellence technique et le Prix du public.